# 馬茨科韋
51°28′53″N 33°53′39″E / 51.48139°N 33.89417°E
馬茨科韋（烏克蘭語：Мацкове）是位於烏克蘭東北部的村莊，由蘇梅州紹斯特卡區的赫盧希夫市鎮負責管轄。該村處於埃斯曼河左岸，分別距離科切爾吉0.5和巴尼奇1.5公里，海拔高度138米，2001年人口169。